# Демад
Демад (грч. Δημάδης, око 380—318. п. н. е.) је био атински државник, оратор и демагог. Водио је промакедонску политику у Атини. Након битке код Херонеје заслужан је за мировни споразум Атине и Македоније, а након Александровога освајања и разарања Тебе један је од заслужних за благи поступак Александра Великога према Атини. Због примања мита и наклоности Македонцима био је лишен грађанских права, али на крају Ламијскога рата Атињани су му вратили грађанска права и послали га да од Антипатра тражи милост за Атину. Наговорио је Атињане да Демостена и његове присталице осуде на смрт. Касније је Касандар је наредио да се Демад погуби, јер је био у дослуху са Пердиком.

## Детињство и младост
Рођен је у сиромашној породици у Пеонији и био је запослен једно време као обичан морнар. Уздигао се захваљујући својој елоквенцији и бескруполозности до позиције истакнутога политичара Атине. Према Плутарху Демад је био ненадмашан говорник када би говорио потакнут одређеним тренутком и темом и тада би надмашивао Демостена, који је био добар говорник припремњених говора. За време рата Македоније против Олинта бранио је акције Филипа II Македонскога. Иако је у почетку подржавао Демостена разишли су се око става према Филипу II Македонском, па је постао вечити Демостенов непријатељ. За разлику од Демостена Демад је често мењао своју политику и тада би се извињавао говорећи да се сукобљавао са самим собом, али никад са интересима Атине.

## Битка код Херонеје
Учествовао је у бици код Херонеје 338. пре н. е, када је Македонија поразила Атину и Тебу. Демад је тада био заробљен. Филип II Македонски се тада напио и арогантно се понашао славећи победу. Демад га је критиковао да се не понаша достојно једнога Агамемнона. Филип је био задивљен да се заробљеник усудио да тако јасно критикује, па је ослободио Демада и указао му поштовање. Демад је оставио добар утисак на Филипа II Македонскога, па је Филип ослободио и остале атинске заробљенике не тражећи уобичајени откуп. Заслужан је за мировни споразум између Атине и Македоније. Залагао се за општи мир, који је Филип наметао, а поред тога залагао се и за безусловно учешће и приступање Коринтском савезу.

## Ужива Александрову подршку
Након Филипове смрти и даље је био заступник промакедонске опције, па је подржавао Александра Великога. Захваљујући њему Александар је након разарања Тебе 335. п. н. е. благо поступио са Атином, иако се била побунила. Александар Велики је тражио од Атине 10 народних вођа, укључујући Демостена, Ликурга из Атине и Хиперида. Међутим, када је Демад од њих примио мито заложио се код Александра за своје противнике, па им је Александар Велики опростио. Противио се 331. п. н. е. атинској сарадњи са Агидом III, који је тада спремао устанак против Македоније.

## Удовољава Македонцима
Оратор Демад био је моћан у Атини, јер је радио тако да удовољи Антипатару и Македонцима и био је присиљен много пута да предлаже мере, које нису биле у складу са угледом и карактером града. Међутим говорио је да му се може опростити јер је био на челу пропале државе.

## Више пута кажњаван
Више пута је био кажњаван. Седам пута је био осуђен јер је подносио незаконите предлоге, а на крају је био и лишен грађанских права. Стално је примао мито. Једном је предложио да се Александар Велики прогласи божанством, па је због тог акажњен са 10 таланата. Био је осуђен због примања мита од Харпала, а због тога је и лишен грађанских права. Ипак и након лишавања грађанских права задржао се у Атини. Антипатар је једном рекао да има два пријатеља у Атини, Фокиона и Демада. За Фокиона је рекао да га никако не може да наговорим да узме било шта, а да Демада никако не може да задовољи поклонима.

## Ламијски рат
У бици код Кранона ( 6. август 322. п. н. е.) Антипатар и Кратер су окончали Ламијски рат. Македонски гарнизон је поново дошао у пирејски акропољ Мунихију. Када су Демостен и његови пријатељи чули да се Антипатар и Кратер приближавају Атини, одлучили су да тајно побегну. Атињани су се препали, па су тада опростили Демаду, вратили му грађанска права и упутили га да оде и измоли милост од Антипатра. Демад, Фокион и неколицина других су тада отишли до Антипатра. Пристали су на безусловну предају Атине. По налогу Демада народ је тада Демостена осудио на смрт.

## Против Антипатра
Атињани су се касније због македонскога гарнизона обратили Демаду, тражили су да ако може да затражи од својих македонских пријатеља повлачење македонскога гарнизона из Атине. Када се Демад запутио 318. п. н. е. за Македонију Антипатар је лежао болестан, а Касандар је водио послове. Нађено је писмо у коме је Демад наговарао Пердику да дође у Македонију и ослободи је. Када је то сазнао Касандар је 318. п. н. е. убио Демада и његова сина. Након његове смрти Атињани су га толико мрзили, да су истопили све његове статуе, које су раније поставили њему у част.